# Dublu standard
Expresia dublu standard este un neologism provenit din limba engleză, desemnând o regulă, o lege, un principiu, un regulament, care este folosit(ă) și aplicat(ă) într-un mod preferențial pentru persoane și situații diferite.
Standardul, sau regula, care ar trebui evident să fie doar unul pentru toate persoanele și toate situațiile ce se încadrează în aplicarea sa, este, în acest caz, răstălmăcit și aplicat foarte diferit pentru diferiți indivizi sau diferite grupuri.  Dintre cuvintele care au o conotație relativ apropiată sunt nepotism, tratament preferențial, discriminare.
Proverbul românesc „Pentru unii mumă și pentru alții ciumă” ilustrează expresiv ideea de bază a expresiei „dublu standard”.
Chiar și vechii latini spuneau: Quod licet Iovi non licet bovi („Ce are voie Jupiter nu are voie boul”)
Pentru „dublu standard” poate că este mai intuitivă expresia din limba germană Doppelmoral, adică „moralitate dublă”.